# Julika Jenkins
Julika Jenkins (Heidelberg, 20 de octubre de 1971) es una actriz alemana. Ha aparecido en teatro, televisión, y producciones cinematográficas en Suiza y Alemania. Es conocida por su papel de Claudia Tiedemann en la serie original de Netflix, Dark. Vive en Berlín con su pareja, el actor Arnd Klawitter.

## Biografía
Jenkins creció en Heidelberg, hija de una pareja germanogalesa. Completó su formación de actuación en el  Escuela de Artes Escénicas Otto Falckenberg en Múnich. Hizo su debut teatral en 1993 en una producción de La Luna en la Hierba de Robert Wilson en el Teatro de Cámara de Múnich. De 1994 a 1999, Jenkins perteneció al reparto del Teatro am Neumarkt en Zúrich, Suiza. Desde 1999 hasta 2003, actuó en el teatro Schaubühne am Lehniner Platz en Berlín.
En 2006, Jenkins participó en la película de Fredi M. Murer Vitus, la que protagonizó junto al pianista prodigio Teo Gheorghiu, junto a Bruno Ganz y Urs Jucker. En 2009, Jenkins apareció otra vez en la pantalla grande junto a Jean-Paul Belmondo en Un hombre y su perro, un remake del clásico de Vittorio De Sica Umberto D.
Entre 2017 y 2020, apareció en la serie original de Netflix Dark en el papel de Claudia Tiedemann.

## Filmografía seleccionada
| Año        | Título                    | Rol                                         | Notas        |
| ---------- | ------------------------- | ------------------------------------------- | ------------ |
| 2003       | Tatort                    | Roswitha Baermann                           | 1 episodio   |
| 2004       | SK Kölsch                 |                                             | 1 episodio   |
| 2007       | KDD – Kriminaldauerdienst |                                             | 4 episodios  |
| 2009, 2015 | Notruf Hafenkante         | Varios                                      | 2 episodios  |
| 2010       | Allein gegen Dado Zeit    |                                             | 4 episodios  |
| 2010, 2011 | Tatort                    | Staatsanwältin Johannson / Dr. Antje Berger | 2 episodios  |
| 2010       | SOKO Wismar               |                                             | 1 episodio   |
| 2011       | Tatort                    | Nadine Joswig                               | 1 episodio   |
| 2014–2020  | Letzte Spur Berlin        |                                             | 3 episodios  |
| 2015       | Der Kriminalist           |                                             | 1 episodio   |
| 2015, 2018 | SOKO Stuttgart            | Varios                                      | 2 episodios  |
| 2016       | Berlin Station            | Ruth Iosava                                 | 6 episodios  |
| 2016       | Tatort                    | Carmen Hartmann / Cornelia Mai              | 2 episodios  |
| 2017–2020  | Dark                      | Claudia Tiedemann                           | 14 episodios |
| 2019       | Tatort                    | Birte Knopp                                 | 1 episodio   |
| 2020       | Polizeiruf 110            | Dr. Regine Arnim                            | 1 episodio   |

| Año  | Título               | Función          | Notas |
| ---- | -------------------- | ---------------- | ----- |
| 2006 | Vitus                | Helen Von Holzen |       |
| 2008 | Un hombre y su perro | Jeanne           |       |
| 2015 | La pesadilla         | Madre de Tina    |       |